# Southern Accents
| Recensione              | Giudizio            |
| ----------------------- | ------------------- |
| AllMusic                | [ 1 ]               |
| Robert Christgau        | B-                  |
| Sputnikmusic            | 3.4 (Great)         |
| Piero Scaruffi          | [ 4 ]               |
| Ondarock                | (Disco consigliato) |
| Dizionario del Pop-Rock | [ 6 ]               |
| 24.000 dischi           | [ 7 ]               |

Southern Accents è il sesto album di Tom Petty and the Heartbreakers, pubblicato nel marzo del 1985 per l'Etichetta discografica MCA.
L'album si piazzò in settima posizione della classifica statunitense e fu certificato sia disco d'oro il 24 maggio 1985, che diventò disco di platino il 20 settembre 1985.

## Tracce
Lato A
1. Rebels – 5:20 (Tom Petty)
2. It Ain't Nothin' to Me – 5:10 (Tom Petty, David A. Stewart)
3. Don't Come Around Here No More – 5:06 (Tom Petty, David A. Stewart)
4. Southern Accents – 4:42 (Tom Petty)

Lato B
1. Make It Better (Forget About Me) – 4:17 (Tom Petty, David A. Stewart)
2. Spike – 3:32 (Tom Petty)
3. Dogs on the Run – 3:39 (Tom Petty, Mike Campbell)
4. Mary's New Car – 3:45 (Tom Petty)
5. The Best of Everything – 3:59 (Tom Petty)

## Formazione
- Tom Petty - voce, chitarre, pianoforte, tastiere, percussioni
- Mike Campbell - chitarre, cori, basso, tastiere, slide guitar, dobro
- Benmont Tench - tastiere, pianoforte, vibrafono
- Howie Epstein - basso, cori
- Stan Lynch - batteria, cori, percussioni

Altri musicisti
- Bobbye Hall - percussioni
- Ron Blair - basso
- David A. Stewart - chitarra, cori, basso, tastiera, sitar
- Jim Keltner - percussioni
- Garth Hudson - tastiera
- Dean Garcia - basso
- Phil Jones - percussioni
- John Berry Jr. - tromba
- Daniel Rothmuller - clarinetto, violoncello
- Martin Jourard - sax
- Malcolm Duncan - sax
- Jim Coile - sassofono tenore
- William Bergman - sassofono tenore, cori
- Greg Smith - sassofono baritono
- Stephanie Spruill, Richard Manuel, Marylin Martin, Julia Tillman Waters, Maxine Willard Waters - cori

Note aggiuntive:
- Tom Petty, Jimmy Iovine, Mike Campbell - produttori (brani: A1 e B3)
- Tom Petty, David A. Stewart, Jimmy Iovine - produttori (brani: A2, A3 e B1)
- Tom Petty, Mike Campbell - produttori (brani: A4, B2 e B4)
- Tom Petty, Jimmy Iovine, Robbie Robertson - produttori (brano: B5)
- Registrazioni (e mixaggio) effettuate al Gone Gator One, eccetto il brano The Best of Everything registrato al Sound City ed al The Village Recorder.
- Registrazioni aggiunte effettuate al Sunset Sound di Los Angeles ed al Church Studio di Londra (brano: Don't Come Around Here No More)
- Remixaggio aggiunto effettuato al The Village Recorder (brani: Make It Better (Forget About Me), Don't Come Around Here No More e Dogs on the Run)
- Don Smith e Shelly Yakus - ingegneri del suono
- Alan Weidel - secondo ingegnere del suono
- Joel Fein - ingegnere del suono aggiunto (brano: The Best of Everything)
- David Bianco - ingegnere del suono aggiunto (brano: Rebels)
- Don Smith e Shelly Yakus - ingegneri al remixaggio